# Adam FitzRoy
Adam FitzRoy (1307 circa – 18 settembre 1322) è stato un figlio illegittimo di re Edoardo II d'Inghilterra.
L'identità della madre non è nota. Adam accompagnò il padre nelle campagne contro la Scozia del 1322 e morì poco dopo, il 18 settembre 1322.
In un inventario del guardaroba reale del 1322, Adam è chiamato Ade filio domini Regis bastardo ("Adamo, figlio bastardo del signore re"). Tra il 6 giugno e il 18 settembre di quell'anno, Adam ricevette un totale di tredici sterline e ventidue pence per acquistarsi "attrezzatura e altre cose necessarie" (armatura et alia necessaria ) per prendere parte alla campagna in Scozia di Edoardo quell'autunno. Ciò suggerisce che fosse adolescente, nato tra il 1303 e il 1309 circa.
Il denaro fu pagato in cinque rate, direttamente ad Adam o al suo "magister" (tutore) Hugh Chastilloun. Adam morì durante la campagna, per cause sconosciute e fu sepolto nel Priorato di Tynemouth il 30 settembre 1322. Il padre, assente alla cerimonia, pagò un panno di seta con filo d'oro da mettere sul suo corpo.
Altri riferimenti ad Adam FitzRoy non sono ancora stati scoperti. 